# Charles Metz
Charles Gérard Emmanuel Metz (ciutat de Luxemburg, 6 de gener de 1799 – Diekirch, 24 d'abril de 1853) fou un polític, periodista i advocat luxemburguès. Va ser un destacat probelga a la Revolució belga i va treballar per a la legislatura nacional belga, abans d'entrar a la Cambra de Diputats de Luxemburg, de la qual va ser el primer president, de 1848 a 1853.
Charles Metz va néixer a la ciutat de Luxemburg el 1799, fill de Jean Metz i Anne-Marie-Justine Gérard. Va estudiar a l'Ateneu de Luxemburg i al Liceu de Metz (França), abans d'estudiar dret en la recentment creada Universitat de Lieja, on es va graduar el 1822. Inicialment, Metz va ser políticament actiu com a portaveu probelga durant la Revolució belga. Al Congrés Nacional que va tenir lloc a Brussel·les, Metz va ser un dels setze diputats que van representar al districte de Luxemburg (reclamat en la seva totalitat per Bèlgica). El 1836, Metz es va traslladar a Arlon, on va obrir un diari, L'Echo de Luxembourg, per promoure els interessos liberals luxemburguesos, juntament amb Emmanuel Servais i Víctor Tesch.
El 1837, Metz va ser elegit membre de la Cambra de Representants, representant Grevenmacher, fins a 1841. Va instar els belgues per entrar en negociacions amb els Països Baixos, però es va posicionar en contra de la tercera partició de Luxemburg i en última instància va votar en contra del tractat de Londres. El 1839 es va presentar a les eleccions a la Cambra de Representants per la circumscripció de Bastogne, però va perdre i va continuar com a representant de la partida Grevenmacher.
Metz, juntament amb els seus germans petits Auguste i Norbert, va establir l'empresa siderúrgica Auguste Metz & Cie el 1838, però va tenir un paper poc actiu en les seves operacions. El 1842 Metz va poder tornar al Gran Ducat de Luxemburg, llavors de dimensions més petites, per exercir d'advocat. Amb el tancament del diari orangista Journal de la Ville et du Pays Luxembourg el 1844, Metz va fundar el Courrier de Luxembourg, juntament amb el seu germà Norbert i altres destacats liberals, així com l'orangista conservador Mathieu-Lambert Schrobilgen, amb qui la divisió ideològica es va fer més evident amb el pas del temps.
El 1848, Metz va ser elegit membre de l'Assemblea Constituent, representant els cantons d'Esch i Luxemburg, però optant per representar el de Luxemburg. Els germans Metz no van poder eviar per poc ajornar que Luxemburg enviés una delegació al Parlament de Frankfurt, malgrat que la seva posició els va costar ser la delegació dels tres homes. Els germans Metz van ser escollits a la Cambra de Diputats inaugural. Charles va ser nomenat el primer president de la Cambra, càrrec que va ocupar fins a la seva mort el 24 d'abril de 1853.
Es va casar amb Justine Vannérus el 26 de desembre de 1827 a Diekirch. Vannérus va morir el 1849, i llavors tenien set fills, dels quals tres (Jules, Irma i Léonie) van sobreviure a l'edat adulta. L'únic fill de Metz, Jules, va continuar amb el diari Courrier i també seria membre de la Cambra de Diputats, en aquest cas per la circumscripció de Capellen. Léonie es va casar amb l'enginyer Edmond Le Gallais, nascut a Jersey.

## Bibliografies
- Mersch, Jules. «Les Metz: la Dynastie du Fer». A: Mersch, Jules. Biographie nationale du pays de Luxembourg (en francès).  Luxembourg City: Victor Buck, 1963 [Consulta: 24 agost 2009].